# Rtt109
Rtt109 (Regulator of Ty1 Transposition 109), conocida también como KAT11, es una histona acetiltransferasa (HAT, histone acetyltransferase) específica de hongos. Es única entre las histonas acetiltransferasas, ya que su activación funcional depende de la unión con las chaperonas de histonas Vps75 (Vacuolar Protein Sorting 75) o Asf1 (Anti-silencing Function 1). La función enzimática de Rtt109 variará según con qué chaperona se una. Asimismo, Rtt109 no comparte homología de secuencia con ninguna otra HAT, aunque estructuralmente se parece a P300/CBP, otra histona acetiltransferasa, pero que se encuentra en los seres humanos. Funcionalmente, esta acetilasa fomenta el ensamblaje de nucleosomas, la estabilidad genómica, la reparación del ADN y la regulación transcripcional durante la fase S del ciclo celular mediante la acetilación de Lys-9, Lys-14, Lys-23, Lys-27 y Lys-56 de la histona H3 (H3k9Ac, H3K14Ac, H3K23Ac, H3K27Ac y H3K56Ac), lo cual la convierte en una proteína importante para la integridad del ADN.

## Estructura e interacción
Rtt109, de peso molecular 50,096 Da, está formada por un total de 436 aminoácidos. Contiene ocho láminas-β y nueve hélices-α, y muestra una arquitectura mixta α/β de tres capas con ocho hebras β intercaladas por cinco hélices-α (α1-α5) de un lado y cuatro hélices-α (α6-α9) desde el otro lado. A diferencia de otras HATs, Rtt109 no contiene un residuo de glutamato colocado apropiadamente en el sitio activo, que debería funcionar como base general para la catálisis.
Su estructura se asimila al complejo de proteínas coactivadoras p300/CBP. Rtt109 tiene en su loop L1 un puente salino Asp89-Lys210, que recuerda al puente salino Asp1399-His1451 de p300/CBP. Es una interacción esencial para mantener el loop en posición para la unión de acetil-CoA, que sería un donante de acetilo para Rtt109. Sin embargo, Rtt109 y p300 se distinguen funcionalmente según los caracterizan sus propiedades bioquímicas.
Asf1 y Vps75 interactúan con el tetrámero (H3-H4)2 o el dímero H3-H4. No obstante, las difieren en sus propiedades de unión, ya que Rtt-Vps75 acetila H3-H4 o solo H3, mientras que el complejo Rtt109-Asf1 es activo únicamente frente a H3-H4. Paralelamente, Vps75 forma un estrecho y compacto complejo con Rtt109, mientras que el complejo Rtt109-Asf1 es transitorio. La necesidad de las chaperonas Asf1 y Vps75 en la actividad de Rtt109 se debe a la carencia de dominios asociados para interaccionar con transformadores de cromatina, pues ambas chaperonas aumentan significativamente la afinidad entre Rtt109 y la histona.
Rtt109 puede interactuar también con RAD53, alterando la interacción con las histonas y el ensamblaje de la cromatina; con las subunidades HIR1, HIR2, HIR3 y HPC2 del complejo HIR; con las subunidades RFC1, RFC2, RFC3, RFC4 y RFC5 del complejo del factor de replicación C (RF-C/RFC) que permite reclutar esta proteína para el ADN; con las subunidades SAS2, SAS4 y SAS5 del complejo SAS/SAS-I y con las subunidades BDF1, BDF2, SPT15, TAF1 y TAF7 del complejo TFIID.

### Complejo Vps75-Rtt109: estructura y propiedades de unión
La unión de Rtt109 con Vps75, facilitada por la gran afinidad de la chaperona con ambas moléculas, conlleva la acetilación de las lisinas 9 y 27 de la H3-Lys-9 y H3-Lys-27. En un estudio, donde se realizó una espectrometría de masas cuantitativa de productos obtenidos con H3-H4 como sustrato, se confirmó la preferencia de Rtt109-Vps75 por H3K9.  
La estructura cristalina del complejo Rtt109 está formada por la unión de dos moléculas Rtt109 de estructura globular con un homodímero Vps75. La unión del complejo requiere la dimerización de Vps75. Esta estructura revela tres interfaces potenciales entre Rtt109 y Vps75 que justifican la gran afinidad del complejo. Las interfaces son de naturaleza hidrofóbica y electroestática.
Por otra parte, la acetilación de la lisina 56 es mediada durante el ciclo celular, se produce durante la fase S y desaparece en la fase G2. No obstante, el proceso deja de estar regulado cuando el ADN se condensa en los nucleosomas, ya que cuando H3 se ensambla en nucleosomas, la lisina 56 se localiza en el dominio central de H3, en el extremo de la hélice α, y por lo tanto, cerca del ADN cuando H3 se une en nucleosomas. Por consiguiente, el complejo Rtt109-Vps 75 no tiene acceso a la lisina 56 de H3, es decir, no puede acetilar el H3 nucleosomal.

## Funcionalidad

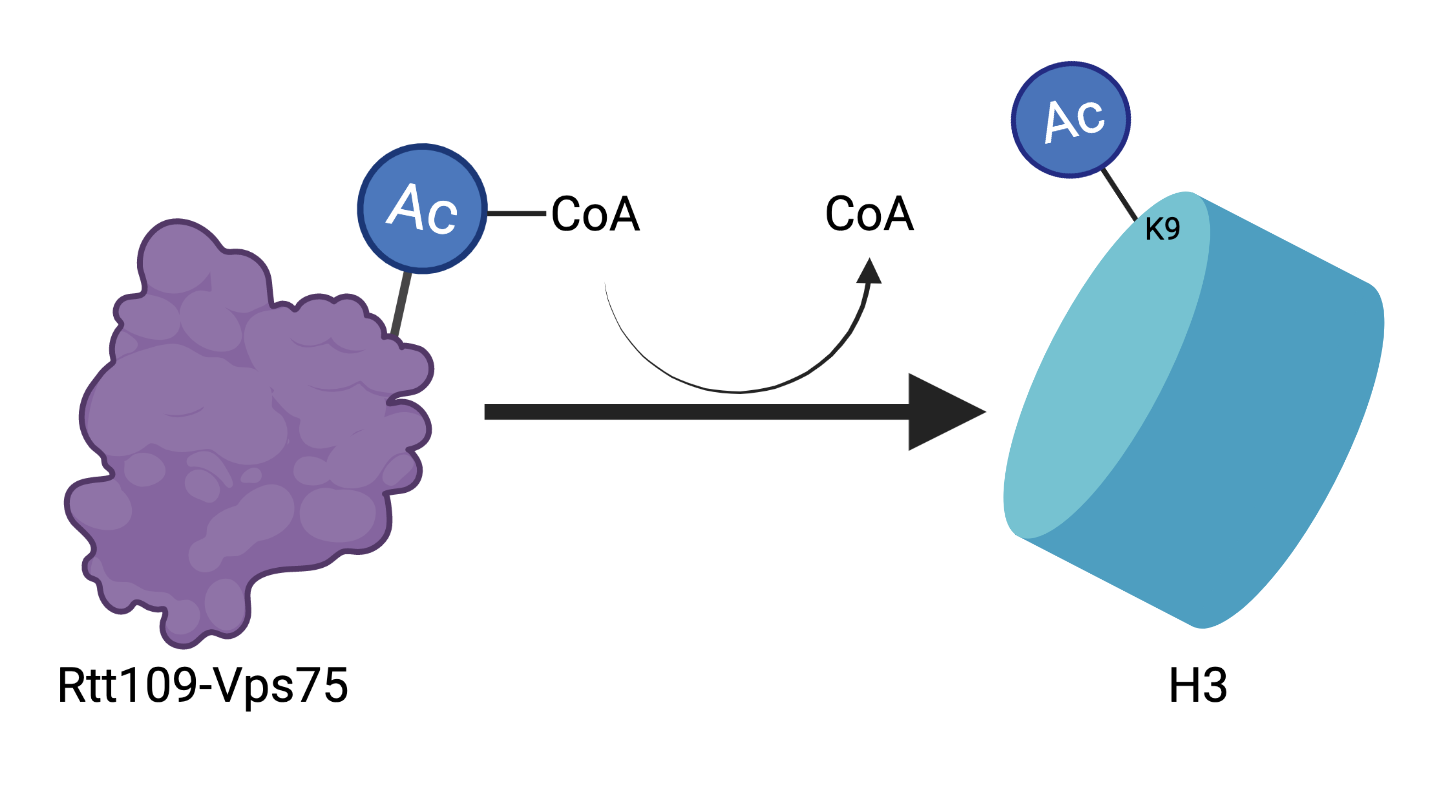
Esquema simplificado del proceso de acetilación de Rtt109.

Rtt109, al ser una HAT, tiene función de acetilación (transferencia de grupo acetilo). En concreto, Rtt109 acetila H3 en las posiciones K9, K14, K23, K27 y K56. La acetilación de histonas es una modificación post-translacional que es fundamental para la correcta transcripción, replicación y reparación del ADN. Por ejemplo, la acetilación de H3K56 es un factor clave para facilitar la reparación del ADN. Es un proceso regulado por las mismas HAT, estas catalizan la transferencia de un grupo acetilo en residuos de lisina en histonas, y Rtt109 es fundamental para la acetilación de H3.
Los residuos de lisina suelen ser acetiladas debido a la naturaleza eléctrica de las histonas. Estas suelen tener carga positiva debido a grupos amino presentes en residuos de lisina y arginina, por lo que tienen afinidad con las cargas negativas de los grupos fosfato del esqueleto carbonado del ADN. Entonces, la acetilación neutraliza las cargas positivas de las histonas, ya que convierte las aminas en amidas. Así que, por un lado, se reduce la capacidad de las histonas para unirse al ADN, y por el otro se crea un ambiente favorable para la expansión de la cromatina, favoreciendo al mismo tiempo la transcripción genética del ADN.

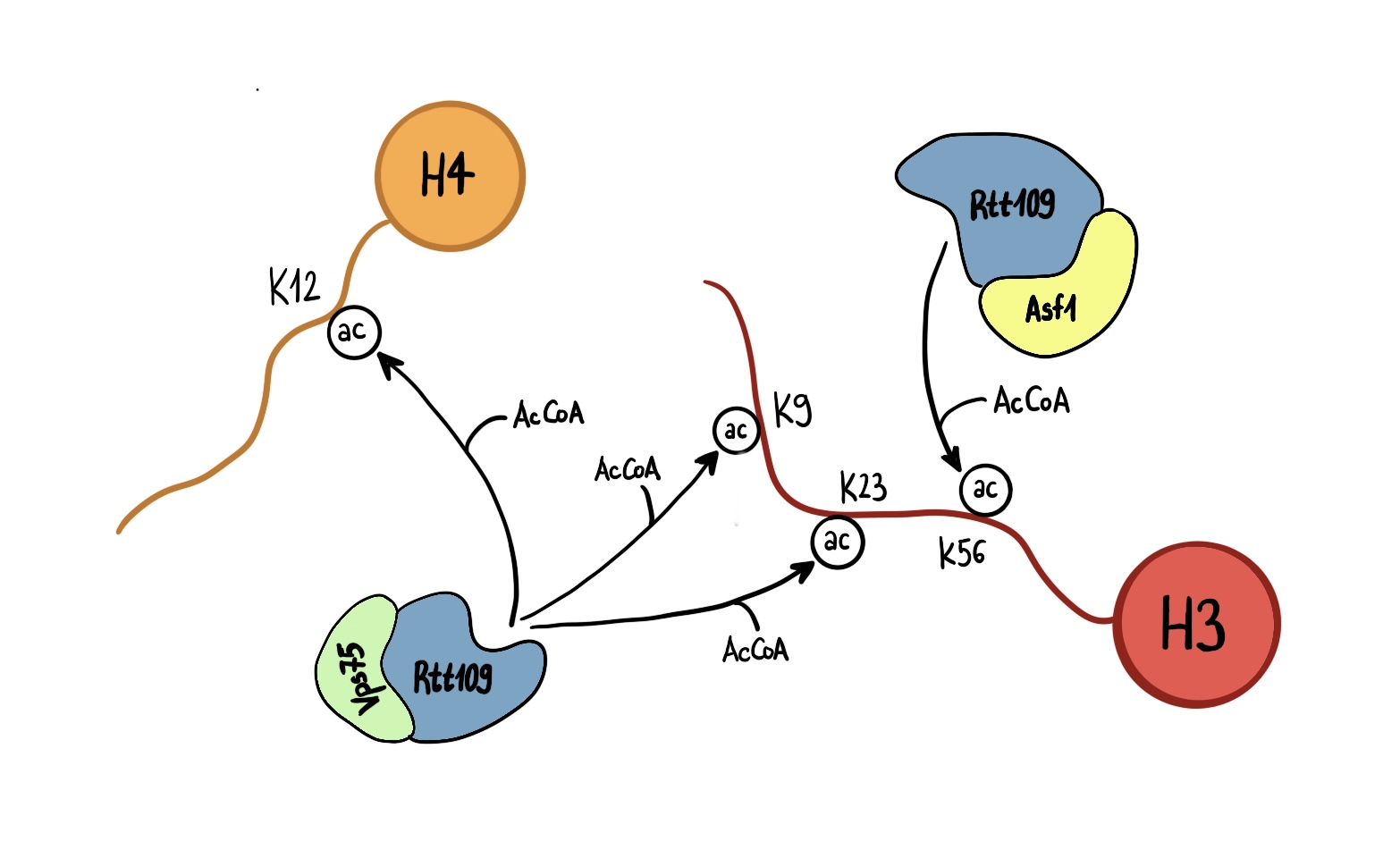
Rtt109 y su función enzimática dependiendo del complejo que forma

Rtt109, para su óptima funcionalidad, necesita enlazarse con las chaperonas Vps75 o Asf1, las cuales tienen un papel importante en la activación de la proteína en cuestión, porque potencian considerablemente su actividad catalítica. No obstante, su función enzimática será diferente dependiendo de la chaperona a la cual se una. Por ejemplo, el complejo Rtt109-Asf1 acetila H3K56, mientras que Rtt109-Vps75 puede acetilar otras posiciones como H3K9 y H3K27. También se ha descubierto que Rtt109-Vps75 acetila la histona H4 en posición K12, mientras que Rtt109-Asf1 no muestra ninguna actividad respecto H4. Con todo, cabe resaltar que la información sobre el complejo Rtt109-Asf1 es limitada y es necesaria más investigación al respecto. La causa puede ser debida a la poca afinidad que hay entre ambas moléculas, en contraste con Rtt109-Vps75, cuya afinidad es mayor. Gracias a este hecho se han podido realizar varias investigaciones al respecto y se ha obtenido más información empírica sobre la funcionalidad de Rtt109 y la importancia que puede tener en el campo de la investigación, especialmente en la epigenética.
Por otro lado, se ha descubierto recientemente que Rtt109 puede catalizar un proceso de autoacetilación intramolecular en la lisina-290 de su estructura. Resulta ser un proceso fundamental para la activación de la proteína, pues se ha comprobado que su ausencia conlleva a que la actividad enzimática de Rtt109 sea negligible. Por otro lado, la autoacetilación de Lys-290 restaura su actividad, porque aumenta la afinidad de unión con acetil-CoA y mejora la tasa de transferencia de acetilo a las histonas. En efecto, la activación de Rtt109 está regulada por la concentración celular de acetil-CoA, de manera que a concentraciones bajas el funcionamiento y la actividad de la proteína se ven limitados.

## Importancia biológica
La pérdida de la Rtt109 resulta con la insuficiencia del proceso de acetilación en general, lo cual afecta a su vez a la histona y a la cromatina, ya que la acetilación interfiere en el plegamiento de la cromatina conduciendo a su descompactación. Por otra parte, otras modificaciones de histona como la metilación o la deacetilación fomentan la compactación de la cromatina, de manera que funciones vitales como la transcripción genética del ADN se ven directamente afectadas ante un déficit de Rtt109. No obstante, se ha observado que no es necesario que los nucleosomas sean acetilados en su totalidad para impedir la compactación de la cromatina.
Además, en estudios genómicos se ha asociado previamente Rtt109 con el DDR (DNA Damage Response), identificando mutantes necesarios para la resistencia a agentes genotóxicos. Para caracterizarlo más precisamente, un estudio generó una mutación por deleción de Rtt109 y analizó su sensibilidad frente a diferentes agentes dañinos para el ADN. Las mutaciones eran hipersensibles a agentes que generan estrés de replicación. También lo eran a la fleomicina , una radiación ionizante que conlleva a la ruptura de la doble hélice del ADN. 
Rtt109 es crítica para la supervivencia de la célula en presencia de daño infringido en el ADN durante la fase S y necesaria para la recuperación posterior de la rotura de la doble hélice. Para esta reparación, la Rtt109 agudiza el tratamiento de la radiación infrarroja dañina, deteniendo la progresión del ciclo celular de las células y reparando seguidamente el ADN dañado en la fase G2.
Así, las células que carecen de ella presentan una mayor sensibilidad a los agentes genotóxicos, así como también niveles elevados de roturas cromosómicas espontáneas.
Rtt109 también está implicada en la unión de extremos no homólogos y la regulación de la transposición de Ty1. Rtt109 está involucrada, asimismo, en varios pasos del metabolismo del loop-R (hibridaciones ARN-ADN que se forman entre el ARN recién sintetizado y el ADN complementario) y su inestabilidad genética asociada. Rtt109, por un lado, impide la hibridación ADN-ARN mediante la acetilación de las lisinas 14 y 23 de la histona H3 y, por otro lado, participa en la reparación de roturas de ADN originadas en la replicación, como las que pueden causar los loops-R, al acetilar las lisinas 14 y 56. Además, la pérdida de 
Rtt109 hace que las células sean muy sensibles al estrés de replicación en combinación con mutantes del complejo THO (implicado en la transcripción y procesamiento del ARN, que evita que se formen híbridos antes de que se replique el ADN) que acumulan loops-R.
Las funciones biológicas de Rtt109 se asocian asimismo con el reino de los hongos, puesto que asiste en los procesos de proliferación y fecundación asexual de Magnaporthe oryzae, manteniendo la integridad del genoma y respondiendo en caso de daño celular. Se relaciona también con la forma elongada de RNA Pol II en la levadura.